# Melanie Liburd
 (août 2017).
Si vous disposez d'ouvrages ou d'articles de référence ou si vous connaissez des sites web de qualité traitant du thème abordé ici, merci de compléter l'article en donnant les références utiles à sa vérifiabilité et en les liant à la section « Notes et références ».
Melanie Liburd, née le 11 novembre 1987 à Hertfordshire (Royaume-Uni), est une actrice britannique.

## Filmographie

### Télévision

#### Séries télévisées
- 2012 : Strike Back : Asmara (Saison 3, Épisodes 1-2)
- 2012 : Stalker : Lori Carter (Saison 1, Épisode 1)
- 2014 : Les Experts : Natalie Barrow / Le Frelon (Saison 15, Épisode 10)
- 2015 : The Grinder : Ivy Dexter (Saison 1, Épisode 1)
- 2016 : Game Of Thrones : Prêtresse Rouge (Saison 6, Épisode 8)
- 2016 : Dark Matter : Nyx Harper (Saison 2 - 13 épisodes)
- 2017 : Gypsy : Alexis Wright (10 épisodes)
- 2018-2019 : This Is Us : Zoe Baker (rôle principal, saison 3 - 19 épisodes)[1]
- 2020 : Power Book II: Ghost : Caridad "Carrie" Milgram
- 2024  : Bad Boys: Ride or Die : Christine

### Jeux vidéo
- 2023 : Alan Wake 2 : Saga Anderson